# Jules Léotard
Jules Léotard (Toulouse, Alto Garona, 1 de agosto de 1838-Toulouse, 16 de agosto de 1870) fue un trapecista francés que inventó la técnica del trapecio volante y la pirueta entre dos trapecios.

## Trayectoria
Hijo de un acróbata de circo. Hizo estudios de Derecho, pero el circo lo fascinó desde muy temprano. Se integró pronto en el Circo Napoleón (más adelante, Cirque d'Hiver) en París, donde hizo su primera aparición pública en el trapecio volador. El 12 de noviembre de 1859, ejecutó la primera pirueta entre dos trapecios, un salto muy peligroso, con una duración de 12 minutos en el aire.
Para dejar su cuerpo y sus movimientos libres de obstáculos, además de lucir su abundante musculatura, Léotard llevó un maillot ceñido a su torso y piernas, inventado lo que fue llamado desde entonces leotardo, que fue adoptado por acróbatas, trapecistas y utilizado posteriormente también por la gimnasia artística y la danza.
Léotard murió mientras actuaba en España, a los 32 años de una enfermedad infecciosa, posiblemente de viruela. Otras fuentes indican que murió a los 28 años. Está enterrado en el cementerio de Terre-Cabade, en Toulouse.

## Obra
- 1860 - Mémoires de Léotard.[10]
- 2010 - Pirouettes et collant blancs: mémoires de Jules Léotard, le premier des trapézistes (edición original de 1860). ISBN 9782715231153.[11]

## En la cultura popular

### Música
Léotard inspiró la canción popular The Daring Young Man on the Flying Trapeze, igualmente conocida con el nombre de « Flying Trapeze ». El tema fue creado en 1867 por el cantante británico George Leybourne, adaptado con música de Gaston Lyle y arreglado por Alfred Lee. El estribillo recrea la figura de este artista circense:
He'd fly through the air with the greatest of ease,
That daring young man on the flying trapeze.
Volaba en el aire con una gran facilidad,
Este joven audaz sobre el trapecio volante.
La canción fue grabada e interpretada por Don Redman & His Orchestra en 1936, The Chipmunks, Eddie Cantor, Burl Ives, Cliff Edwards, Spike Jones, Ian Whitcomb, Les Paul, Mary Ford, Crispin Hellion Glover y Bruce Springsteen.

### Cine
Léotard inspiró el cine estadounidense con la película de 1935, Man on the Flying Trapeze, de Clyde Bruckman, interpretada por W. C. Fields (Ambrose Wolfinger), Mary Brian (Hope Wolfinger) y Kathleen Howard (Leona Wolfinger).